# Csehország a 2010. évi téli olimpiai játékokon

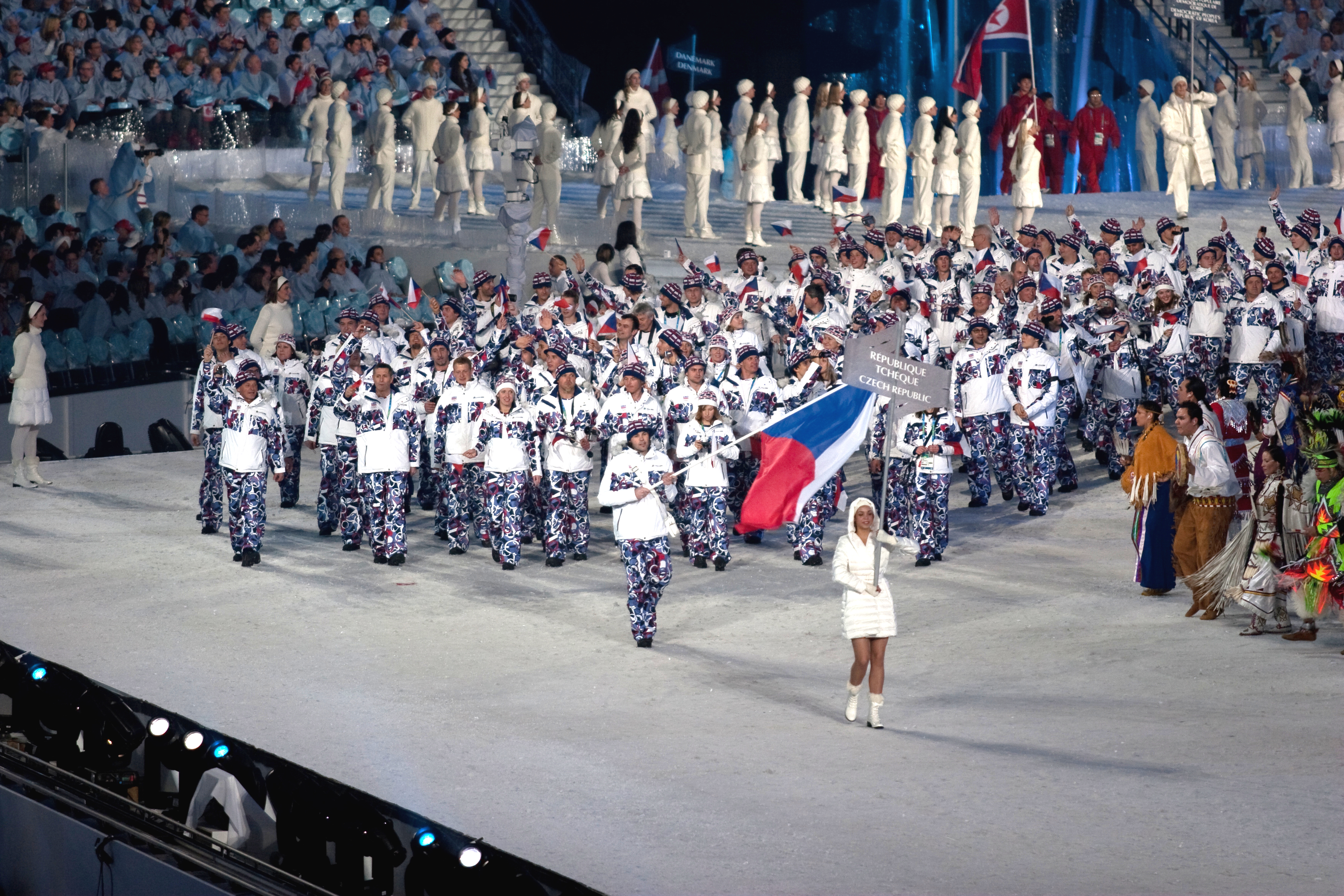
Csehország olimpiai küldöttsége a megnyitón

Csehország a kanadai Vancouverben megrendezett 2010. évi téli olimpiai játékok egyik részt vevő nemzete volt. Az országot az olimpián 13 sportágban 90 sportoló képviselte, akik összesen 6 érmet szereztek.

## Érmesek
| Érem  | Versenyző                                        | Sportág        | Versenyszám           |
| ----- | ------------------------------------------------ | -------------- | --------------------- |
| Arany | Martina Sáblíková                                | Gyorskorcsolya | Női 3000 m            |
| Arany | Martina Sáblíková                                | Gyorskorcsolya | Női 5000 m            |
| Bronz | Šárka Záhrobská                                  | Alpesisí       | Női műlesiklás        |
| Bronz | Martina Sáblíková                                | Gyorskorcsolya | Női 1500 m            |
| Bronz | Lukáš Bauer                                      | Sífutás        | Férfi 15 km           |
| Bronz | Martin Jakš Lukáš Bauer Jiří Magál Martin Koukal | Sífutás        | Férfi 4 × 10 km váltó |

## Alpesisí
Férfi
| Versenyző      | Versenyszám            | 1. futam      | 1. futam      | 2. futam | 2. futam | Összesítés | Összesítés |
| Versenyző      | Versenyszám            | Idő           | Hely.         | Idő      | Hely.    | Idő        | Helyezés   |
| -------------- | ---------------------- | ------------- | ------------- | -------- | -------- | ---------- | ---------- |
| Ondřej Bank    | Lesiklás               |               |               |          |          | 1:56,66    | 30.        |
| Ondřej Bank    | Műlesiklás             | 48,69         | 6.            | 52,12    | 18.      | 1:40,81    | 11.        |
| Ondřej Bank    | Óriás-műlesiklás       | 1:18,39       | 16.           | 1:21,25  | 16.      | 2:39,64    | 17.        |
| Kryštof Krýzl  | Lesiklás               |               |               |          |          | 1:58,43    | 40.        |
| Kryštof Krýzl  | Műlesiklás             | kizárták      | kizárták      | kiesett  | kiesett  | kiesett    | kiesett    |
| Kryštof Krýzl  | Óriás-műlesiklás       | 1:18,57       | 18.           | 1:22,16  | 27.      | 2:40,73    | 23.        |
| Filip Trejbal  | Lesiklás               |               |               |          |          | 2:02,57    | 57.        |
| Filip Trejbal  | Műlesiklás             | nem ért célba | nem ért célba | kiesett  | kiesett  | kiesett    | kiesett    |
| Filip Trejbal  | Óriás-műlesiklás       | 1:21,74       | 45.           | 1:23,67  | 35.      | 2:45,41    | 39.        |
| Martin Vráblík | Műlesiklás             | nem ért célba | nem ért célba | kiesett  | kiesett  | kiesett    | kiesett    |
| Martin Vráblík | Óriás-műlesiklás       | nem ért célba | nem ért célba | kiesett  | kiesett  | kiesett    | kiesett    |
| Martin Vráblík | Szuperóriás-műlesiklás |               |               |          |          | kizárták   | kizárták   |
| Petr Záhrobský | Lesiklás               |               |               |          |          | 1:57,44    | 36.        |
| Petr Záhrobský | Szuperóriás-műlesiklás |               |               |          |          | 1:33,83    | 34.        |

| Versenyző      | Versenyszám | Lesiklás | Lesiklás | Műlesiklás | Műlesiklás | Összesítés | Összesítés |
| Versenyző      | Versenyszám | Idő      | Hely.    | Idő        | Hely.      | Idő        | Helyezés   |
| -------------- | ----------- | -------- | -------- | ---------- | ---------- | ---------- | ---------- |
| Ondřej Bank    | Összetett   | 1:55,17  | 16.      | 51,02      | 4.*        | 2:46,19    | 7.         |
| Kryštof Krýzl  | Összetett   | 1:56,06  | 23.      | 52,25      | 18.        | 2:48,31    | 17.        |
| Filip Trejbal  | Összetett   | 1:58,62  | 41.      | 52,23      | 17.        | 2:50,85    | 28.        |
| Martin Vráblík | Összetett   | 1:58,54  | 40.      | 53,92      | 26.        | 2:52,46    | 31.        |

Női
| Versenyző         | Versenyszám            | 1. futam      | 1. futam      | 2. futam      | 2. futam      | Összesítés | Összesítés |
| Versenyző         | Versenyszám            | Idő           | Hely.         | Idő           | Hely.         | Idő        | Helyezés   |
| ----------------- | ---------------------- | ------------- | ------------- | ------------- | ------------- | ---------- | ---------- |
| Šárka Záhrobská   | Lesiklás               |               |               |               |               | 1:50,68    | 27.        |
| Šárka Záhrobská   | Műlesiklás             | 51,15         | 2.            | 52,75         | 7.            | 1:43,90    |            |
| Šárka Záhrobská   | Óriás-műlesiklás       | 1:18,06       | 28.           | nem ért célba | nem ért célba | kiesett    | kiesett    |
| Petra Zakouřilová | Műlesiklás             | nem ért célba | nem ért célba | kiesett       | kiesett       | kiesett    | kiesett    |
| Petra Zakouřilová | Óriás-műlesiklás       | nem ért célba | nem ért célba | kiesett       | kiesett       | kiesett    | kiesett    |
| Klára Křížová     | Lesiklás               |               |               |               |               | 2:09,27    | 37.        |
| Klára Křížová     | Szuperóriás-műlesiklás |               |               |               |               | 1:26,46    | 29.        |

| Versenyző       | Versenyszám | Lesiklás | Lesiklás | Műlesiklás | Műlesiklás | Összesítés | Összesítés |
| Versenyző       | Versenyszám | Idő      | Hely.    | Idő        | Hely.      | Idő        | Helyezés   |
| --------------- | ----------- | -------- | -------- | ---------- | ---------- | ---------- | ---------- |
| Šárka Záhrobská | Összetett   | 1:27,33  | 22.      | 43,69      | 1.         | 2:11,02    | 7.         |

* - egy másik versenyzővel azonos eredményt ért el

## Biatlon
Férfi
| Versenyző                                                 | Versenyszám           | Lövőhiba    | Időeredmény | Helyezés |
| --------------------------------------------------------- | --------------------- | ----------- | ----------- | -------- |
| Michal Šlesingr                                           | 10 km sprint          | 1 (0+1)     | 25:50,9     | 18.      |
| Michal Šlesingr                                           | 12,5 km üldözőverseny | 3 (0+0+1+2) | 35:58,8     | 29.      |
| Michal Šlesingr                                           | 20 km egyéni          | 2 (0+0+1+1) | 51:04,8     | 17.      |
| Michal Šlesingr                                           | 15 km tömegrajtos     | 2 (1+1+0+0) | 36:35,6     | 16.      |
| Zdeněk Vítek                                              | 10 km sprint          | 0 (0+1)     | 26:13,7     | 28.      |
| Zdeněk Vítek                                              | 12,5 km üldözőverseny | 4 (1+1+1+2) | 36:45,1     | 38.      |
| Zdeněk Vítek                                              | 20 km egyéni          | 6 (2+1+1+2) | 55:41,2     | 67.      |
| Jaroslav Soukup                                           | 10 km sprint          | 2 (1+1)     | 27:10,4     | 52.      |
| Jaroslav Soukup                                           | 12,5 km üldözőverseny | 4 (1+1+1+1) | 38:04,9     | 51.      |
| Jaroslav Soukup                                           | 20 km egyéni          | 3 (0+2+1+0) | 52:35,2     | 30.      |
| Ondřej Moravec                                            | 10 km sprint          | 3 (2+1)     | 27:39,8     | 67.      |
| Roman Dostál                                              | 20 km egyéni          | 3 (0+2+0+1) | 52:51,4     | 35.      |
| Jaroslav Soukup Zdeněk Vítek Roman Dostál Michal Šlesingr | 4 × 7,5 km váltó      | 9 (0+3 0+6) | 1:23:55,2   | 7.       |

Női
| Versenyző                                                            | Versenyszám         | Lövőhiba     | Időeredmény | Helyezés |
| -------------------------------------------------------------------- | ------------------- | ------------ | ----------- | -------- |
| Magda Rezlerová                                                      | 7,5 km sprint       | 0 (0+0)      | 20:51,0     | 19.      |
| Magda Rezlerová                                                      | 10 km üldözőverseny | 5 (0+0+1+4)  | 33:46,9     | 32.      |
| Magda Rezlerová                                                      | 15 km egyéni        | 6 (1+1+3+1)  | 47:13,1     | 64.      |
| Veronika Vítková                                                     | 7,5 km sprint       | 0 (0+0)      | 21:10,9     | 24.      |
| Veronika Vítková                                                     | 10 km üldözőverseny | 3 (1+1+0+1)  | 34:02,5     | 37.      |
| Veronika Vítková                                                     | 15 km egyéni        | 4 (0+2+1+1)  | 47:33,4     | 68.      |
| Zdeňka Vejnarová                                                     | 7,5 km sprint       | 2 (1+1)      | 22:28,5     | 60.      |
| Zdeňka Vejnarová                                                     | 10 km üldözőverseny | 6 (1+1+3+1)  | 37:30,6     | 55.      |
| Zdeňka Vejnarová                                                     | 15 km egyéni        | 4 (2+1+1+0)  | 46:38,0     | 55.      |
| Veronika Zvařičová                                                   | 7,5 km sprint       | 0 (0+2)      | 22:52,9     | 71.      |
| Gabriela Soukalová                                                   | 15 km egyéni        | 2 (1+0+0+1)  | 46:49,8     | 60.      |
| Veronika Vítková Magda Rezlerová Gabriela Soukalová Zdeňka Vejnarová | 4 × 6 km váltó      | 13 (2+4 1+6) | 1:14:37,5   | 16.      |

## Bob
Férfi
| Versenyző                                             | Versenyszám | 1. futam | 1. futam | 2. futam | 2. futam | 3. futam | 3. futam | 4. futam | 4. futam | Összesítés | Összesítés |
| Versenyző                                             | Versenyszám | Idő      | Hely.    | Idő      | Hely.    | Idő      | Hely.    | Idő      | Hely.    | Idő        | Helyezés   |
| ----------------------------------------------------- | ----------- | -------- | -------- | -------- | -------- | -------- | -------- | -------- | -------- | ---------- | ---------- |
| Ivo Danilevič Jan Stokláska                           | Kettes      | 52,73    | 18.      | 52,59    | 12.      | 52,52    | 16.      | 52,44    | 13.*     | 3:30,28    | 13.        |
| Ivo Danilevič Jan Kobián Jan Stokláska Dominik Suchý  | Négyes      | 51,54    | 12.      | 51,72    | 13.      | 51,76    | 10.      | 51,96    | 12.      | 3:26,98    | 12.        |
| Jan Vrba Martin Bohmann Ondřej Kozlovský Miloš Veselý | Négyes      | 52,00    | 17.      | 52,09    | 16.      | 52,43    | 17.      | 52,61    | 17.      | 3:29,13    | 16.        |

* - egy másik csapattal azonos időt értek el

## Északi összetett
| Versenyző                                                  | Versenyszám        | Síugrás | Síugrás | Síugrás    | Sífutás | Sífutás | Összesítés | Összesítés |
| Versenyző                                                  | Versenyszám        | Pont    | Hely.   | Időhátrány | Idő     | Hely.   | Idő        | Helyezés   |
| ---------------------------------------------------------- | ------------------ | ------- | ------- | ---------- | ------- | ------- | ---------- | ---------- |
| Pavel Churavý                                              | Normálsánc + 10 km | 121,5   | 10.*    | +0:56      | 25:32,7 | 20.     | 26:28,7    | 12.        |
| Pavel Churavý                                              | Nagysánc + 10 km   | 114,0   | 8.      | +0:52      | 25:14,9 | 9.      | 26:06,9    | 5.         |
| Miroslav Dvořák                                            | Normálsánc + 10 km | 105,5   | 39.     | +2:00      | 26:33,5 | 35.     | 28:33,5    | 39.        |
| Miroslav Dvořák                                            | Nagysánc + 10 km   | 83,8    | 36.     | +2:53      | 25:36,7 | 15.     | 28:29,7    | 28.        |
| Tomáš Slavík                                               | Normálsánc + 10 km | 115,5   | 24.*    | +1:20      | 25:36,8 | 21.     | 26:56,8    | 20.        |
| Tomáš Slavík                                               | Nagysánc + 10 km   | 104,7   | 18.     | +1:29      | 26:29,8 | 35.     | 27:58,8    | 25.        |
| Aleš Vodseďálek                                            | Normálsánc + 10 km | 108,5   | 35.     | +1:48      | 27:45,8 | 44.     | 29:33,8    | 44.        |
| Aleš Vodseďálek                                            | Nagysánc + 10 km   | 102,8   | 20.     | +1:37      | 27:29,8 | 41.     | 29:06,8    | 34.        |
| Pavel Churavý Miroslav Dvořák Tomáš Slavík Aleš Vodseďálek | Csapat             | 457,3   | 8.      | +1:06      | 51:44,2 | 7.      | 52:50,2    | 8.         |

* - egy másik versenyzővel azonos eredményt ért el

## Gyorskorcsolya
Női
| Versenyző         | Versenyszám | 1. futam | 1. futam | 2. futam | 2. futam | Eredmény | Helyezés |
| Versenyző         | Versenyszám | Idő      | Hely.    | Idő      | Hely.    | Eredmény | Helyezés |
| ----------------- | ----------- | -------- | -------- | -------- | -------- | -------- | -------- |
| Karolína Erbanová | 500 m       | 39,365   | 25.      | 39,321   | 26.      | 78,686   | 23.      |
| Karolína Erbanová | 1000 m      |          |          |          |          | 1:17,53  | 12.      |
| Karolína Erbanová | 1500 m      |          |          |          |          | 2:02,01  | 25.      |
| Martina Sáblíková | 1500 m      |          |          |          |          | 1:57,96  |          |
| Martina Sáblíková | 3000 m      |          |          |          |          | 4:02,53  |          |
| Martina Sáblíková | 5000 m      |          |          |          |          | 6:50,91  |          |

## Jégkorong

### Férfi
| Cseh nemzeti férfi jégkorongcsapat-játékoskeret | Cseh nemzeti férfi jégkorongcsapat-játékoskeret | Cseh nemzeti férfi jégkorongcsapat-játékoskeret | Cseh nemzeti férfi jégkorongcsapat-játékoskeret | Cseh nemzeti férfi jégkorongcsapat-játékoskeret | Cseh nemzeti férfi jégkorongcsapat-játékoskeret | Cseh nemzeti férfi jégkorongcsapat-játékoskeret |
| #                                               | Név                                             | Poszt                                           | Magasság                                        | Súly                                            | Kor                                             | Klub                                            |
| ----------------------------------------------- | ----------------------------------------------- | ----------------------------------------------- | ----------------------------------------------- | ----------------------------------------------- | ----------------------------------------------- | ----------------------------------------------- |
| 29                                              | Tomáš Vokoun                                    | K                                               | 183 cm                                          | 88 kg                                           | 1976. július 2. (33 évesen)                     | Florida Panthers                                |
| 31                                              | Ondřej Pavelec                                  | K                                               | 188 cm                                          | 91 kg                                           | 1987. augusztus 31. (22 évesen)                 | Atlanta Thrashers                               |
| 33                                              | Jakub Štěpánek                                  | K                                               | 187 cm                                          | 71 kg                                           | 1986. június 20. (23 évesen)                    | Vítkovice                                       |
| 3                                               | Marek Židlický                                  | V                                               | 180 cm                                          | 86 kg                                           | 1977. február 3. (33 évesen)                    | Minnesota Wild                                  |
| 4                                               | Zbyněk Michálek                                 | V                                               | 185 cm                                          | 91 kg                                           | 1982. december 23. (27 évesen)                  | Phoenix Coyotes                                 |
| 5                                               | Roman Polák                                     | V                                               | 185 cm                                          | 103 kg                                          | 1986. április 28. (23 évesen)                   | St. Louis Blues                                 |
| 15                                              | Tomáš Kaberle A                                 | V                                               | 185 cm                                          | 90 kg                                           | 1978. március 2. (31 évesen)                    | Boston Bruins                                   |
| 17                                              | Filip Kuba                                      | V                                               | 196 cm                                          | 103 kg                                          | 1976. december 29. (33 évesen)                  | Ottawa Senators                                 |
| 35                                              | Jan Hejda                                       | V                                               | 191 cm                                          | 95 kg                                           | 1978. június 18. (31 évesen)                    | Columbus Blue Jackets                           |
| 44                                              | Miroslav Blaťák                                 | V                                               | 183 cm                                          | 79 kg                                           | 1982. május 25. (27 évesen)                     | Salavat Yulayev Ufa                             |
| 77                                              | Pavel Kubina                                    | V                                               | 193 cm                                          | 111 kg                                          | 1977. április 15. (32 évesen)                   | Atlanta Thrashers                               |
| 9                                               | Milan Michálek                                  | T                                               | 188 cm                                          | 102 kg                                          | 1984. december 7. (25 évesen)                   | Ottawa Senators                                 |
| 10                                              | Roman Červenka                                  | T                                               | 181 cm                                          | 85 kg                                           | 1985. december 10. (24 évesen)                  | Slavia Prague                                   |
| 14                                              | Tomáš Plekanec                                  | T                                               | 180 cm                                          | 90 kg                                           | 1982. október 31. (27 évesen)                   | Montréal Canadiens                              |
| 16                                              | Petr Čajánek                                    | T                                               | 180 cm                                          | 80 kg                                           | 1975. augusztus 18. (34 évesen)                 | SKA Saint Petersburg                            |
| 24                                              | Martin Havlát                                   | T                                               | 188 cm                                          | 98 kg                                           | 1981. április 19. (28 évesen)                   | Minnesota Wild                                  |
| 26                                              | Patrik Eliáš C                                  | T                                               | 181 cm                                          | 88 kg                                           | 1976. április 13. (33 évesen)                   | New Jersey Devils                               |
| 34                                              | Tomáš Fleischmann                               | T                                               | 185 cm                                          | 87 kg                                           | 1984. május 16. (25 évesen)                     | Washington Capitals                             |
| 46                                              | David Krejčí                                    | T                                               | 183 cm                                          | 80 kg                                           | 1986. április 28. (23 évesen)                   | Boston Bruins                                   |
| 60                                              | Tomáš Rolinek                                   | T                                               | 175 cm                                          | 78 kg                                           | 1980. február 17. (29 évesen)                   | Metallurg Magnyitogorszk                        |
| 63                                              | Josef Vašíček                                   | T                                               | 193 cm                                          | 104 kg                                          | 1980. szeptember 12. (29 évesen)                | Lokomotyiv Jaroszlavl                           |
| 68                                              | Jaromír Jágr A                                  | T                                               | 191 cm                                          | 110 kg                                          | 1972. február 15. (38 évesen)                   | Avangard Omsk                                   |
| 91                                              | Martin Erat                                     | T                                               | 183 cm                                          | 91 kg                                           | 1982. augusztus 12. (27 évesen)                 | Nashville Predators                             |
| Vezetőedző: Vladimír Růžička                    | Vezetőedző: Vladimír Růžička                    | Vezetőedző: Vladimír Růžička                    | Vezetőedző: Vladimír Růžička                    | Vezetőedző: Vladimír Růžička                    | 1963. június 6. (46 évesen)                     | 1963. június 6. (46 évesen)                     |

- Posztok rövidítései: K – Kapus, V – Védő, T – Támadó
- Kor: 2010. február 16-i kora

#### Eredmények
Csoportkör
B csoport
| Csapat            | M | Gy | HGy | HV | V | G+ | G- | Gk  | P |
| ----------------- | - | -- | --- | -- | - | -- | -- | --- | - |
| Oroszország (RUS) | 3 | 2  | 0   | 1  | 0 | 13 | 6  | +7  | 7 |
| Csehország (CZE)  | 3 | 2  | 0   | 0  | 1 | 10 | 7  | +3  | 6 |
| Szlovákia (SVK)   | 3 | 1  | 1   | 0  | 1 | 9  | 4  | +5  | 5 |
| Lettország (LAT)  | 3 | 0  | 0   | 0  | 3 | 4  | 19 | –15 | 0 |

| 2010. február 17. 21:00 | Csehország (CZE) | 3–1 (1–0, 2–1, 0–0) | Szlovákia (SVK) | Canada Hockey Place, Vancouver Nézőszám: 16 924 |

| Jegyzőkönyv | Jegyzőkönyv  | Jegyzőkönyv                            | Jegyzőkönyv    | Jegyzőkönyv                            |
| --- | ------------ | -------------------------------------- | -------------- | -------------------------------------- |
| | Tomáš Vokoun | Kapusok                                | Jaroslav Halák | Játékvezetők: Brent Reiber Brad Watson |
| \| Eliáš (Havlát, Blaťák) – 09:02 \| 1–0 \| \| \| \| 1–1 \| 20:47 – Gáborík (Mari. Hossa, Demitra) \| \| Jágr (Červenka) – 37:56 \| 2–1 \| \| \| Plekanec (Jágr, Židlický) – 39:58 \| 3–1 \| \| |              |                                        |                | Játékvezetők: Brent Reiber Brad Watson |
| 8 perc | Büntetések   | 12 perc                                |                | Játékvezetők: Brent Reiber Brad Watson |
| 24 | Lövések      | 35                                     |                | Játékvezetők: Brent Reiber Brad Watson |
| Eliáš (Havlát, Blaťák) – 09:02 | 1–0          |                                        |                | Játékvezetők: Brent Reiber Brad Watson |
| | 1–1          | 20:47 – Gáborík (Mari. Hossa, Demitra) |                | Játékvezetők: Brent Reiber Brad Watson |
| Jágr (Červenka) – 37:56 | 2–1          |                                        |                | Játékvezetők: Brent Reiber Brad Watson |
| Plekanec (Jágr, Židlický) – 39:58 | 3–1          |                                        |                |                                        |

| 2010. február 19. 16:30 | Csehország (CZE) | 5–2 (3–0, 1–2, 1–0) | Lettország (LAT) | Canada Hockey Place, Vancouver Nézőszám: 16 984 |

| Jegyzőkönyv | Jegyzőkönyv  | Jegyzőkönyv                             | Jegyzőkönyv      | Jegyzőkönyv                                |
| --- | ------------ | --------------------------------------- | ---------------- | ------------------------------------------ |
| | Tomáš Vokoun | Kapusok                                 | Edgars Masaļskis | Játékvezetők: Jyri Rönn Christopher Rooney |
| \| Krejčí (Erat, Fleischmann) – 02:30 \| 1–0 \| \| \| M. Michálek (Plekanec, Židlický) – 03:33 \| 2–0 \| \| \| Jágr (Židlický, Kaberle) (PP) – 05:07 \| 3–0 \| \| \| Kaberle (Eliáš, Židlický) (PP) – 26:33 \| 4–0 \| \| \| \| 4–1 \| 35:30 – Sotnieks (Vasiļjevs) \| \| \| 4–2 \| 38:26 – Ankipāns (Karsums, Pujacs) (PP) \| \| Eliáš (SH) (EN) – 59:42 \| 5–2 \| \| |              |                                         |                  | Játékvezetők: Jyri Rönn Christopher Rooney |
| 10 perc | Büntetések   | 26 perc                                 |                  | Játékvezetők: Jyri Rönn Christopher Rooney |
| 39 | Lövések      | 18                                      |                  | Játékvezetők: Jyri Rönn Christopher Rooney |
| Krejčí (Erat, Fleischmann) – 02:30 | 1–0          |                                         |                  | Játékvezetők: Jyri Rönn Christopher Rooney |
| M. Michálek (Plekanec, Židlický) – 03:33 | 2–0          |                                         |                  | Játékvezetők: Jyri Rönn Christopher Rooney |
| Jágr (Židlický, Kaberle) (PP) – 05:07 | 3–0          |                                         |                  | Játékvezetők: Jyri Rönn Christopher Rooney |
| Kaberle (Eliáš, Židlický) (PP) – 26:33 | 4–0          |                                         |                  |                                            |
| | 4–1          | 35:30 – Sotnieks (Vasiļjevs)            |                  |                                            |
| | 4–2          | 38:26 – Ankipāns (Karsums, Pujacs) (PP) |                  |                                            |
| Eliáš (SH) (EN) – 59:42 | 5–2          |                                         |                  |                                            |

| 2010. február 21. 12:00 | Oroszország (RUS) | 4–2 (1–1, 1–0, 2–1) | Csehország (CZE) | Canada Hockey Place, Vancouver Nézőszám: 17 114 |

| Jegyzőkönyv | Jegyzőkönyv       | Jegyzőkönyv                             | Jegyzőkönyv  | Jegyzőkönyv                               |
| --- | ----------------- | --------------------------------------- | ------------ | ----------------------------------------- |
| | Jevgenyij Nabokov | Kapusok                                 | Tomáš Vokoun | Játékvezetők: Dan O’Halloran Guy Pellerin |
| \| Malkin (Dacjuk, Ovecskin) (PP) – 15:13 \| 1–0 \| \| \| \| 1–1 \| 19:06 – Plekanec (Eliáš, Kaberle) (PP2) \| \| Kozlov (Radulov, Fjodorov) – 34:34 \| 2–1 \| \| \| Malkin (Szjomin, Tyutyin) – 41:49 \| 3–1 \| \| \| \| 3–2 \| 54:51 – M. Michálek (Židlický, Blaťák) \| \| Dacjuk (Malkin, Ovecskin) (EN) – 59:47 \| 4–2 \| \| |                   |                                         |              | Játékvezetők: Dan O’Halloran Guy Pellerin |
| 12 perc | Büntetések        | 6 perc                                  |              | Játékvezetők: Dan O’Halloran Guy Pellerin |
| 31 | Lövések           | 25                                      |              | Játékvezetők: Dan O’Halloran Guy Pellerin |
| Malkin (Dacjuk, Ovecskin) (PP) – 15:13 | 1–0               |                                         |              | Játékvezetők: Dan O’Halloran Guy Pellerin |
| | 1–1               | 19:06 – Plekanec (Eliáš, Kaberle) (PP2) |              | Játékvezetők: Dan O’Halloran Guy Pellerin |
| Kozlov (Radulov, Fjodorov) – 34:34 | 2–1               |                                         |              | Játékvezetők: Dan O’Halloran Guy Pellerin |
| Malkin (Szjomin, Tyutyin) – 41:49 | 3–1               |                                         |              |                                           |
| | 3–2               | 54:51 – M. Michálek (Židlický, Blaťák)  |              |                                           |
| Dacjuk (Malkin, Ovecskin) (EN) – 59:47 | 4–2               |                                         |              |                                           |

Rájátszás a negyeddöntőbe jutásért
| 2010. február 23. 19:00 | Csehország (CZE) | 3–2 (h.u.) (2–0, 0–0, 0–2) (h.u.: 1–0) | Lettország (LAT) | UBC Winter Sports Centre, Vancouver Nézőszám: 5448 |

| Jegyzőkönyv | Jegyzőkönyv  | Jegyzőkönyv                            | Jegyzőkönyv      | Jegyzőkönyv                              |
| --- | ------------ | -------------------------------------- | ---------------- | ---------------------------------------- |
| | Tomáš Vokoun | Kapusok                                | Edgars Masaļskis | Játékvezetők: Bill McCreary Brent Reiber |
| \| Rolinek (Kuba, Havlát) (PP) – 05:52 \| 1–0 \| \| \| Fleischmann (Krejčí, Červenka) – 11:06 \| 2–0 \| \| \| \| 2–1 \| 52:02 – Cipulis (Ņiživijs, K. Rēdlihs) \| \| \| 2–2 \| 56:19 – M. Rēdlihs (Bērziņš, Dārziņš) \| \| Krejčí (Fleischmann) – 65:10 \| 3–2 \| \| |              |                                        |                  | Játékvezetők: Bill McCreary Brent Reiber |
| 10 perc | Büntetések   | 10 perc                                |                  | Játékvezetők: Bill McCreary Brent Reiber |
| 50 | Lövések      | 26                                     |                  | Játékvezetők: Bill McCreary Brent Reiber |
| Rolinek (Kuba, Havlát) (PP) – 05:52 | 1–0          |                                        |                  | Játékvezetők: Bill McCreary Brent Reiber |
| Fleischmann (Krejčí, Červenka) – 11:06 | 2–0          |                                        |                  | Játékvezetők: Bill McCreary Brent Reiber |
| | 2–1          | 52:02 – Cipulis (Ņiživijs, K. Rēdlihs) |                  | Játékvezetők: Bill McCreary Brent Reiber |
| | 2–2          | 56:19 – M. Rēdlihs (Bērziņš, Dārziņš)  |                  |                                          |
| Krejčí (Fleischmann) – 65:10 | 3–2          |                                        |                  |                                          |

Negyeddöntő
| 2010. február 24. 19:00 | Finnország (FIN) | 2–0 (0–0, 0–0, 2–0) | Csehország (CZE) | UBC Winter Sports Centre, Vancouver Nézőszám: 5461 |

| Jegyzőkönyv                                                                                    | Jegyzőkönyv      | Jegyzőkönyv | Jegyzőkönyv  | Jegyzőkönyv                              |
| ---------------------------------------------------------------------------------------------- | ---------------- | ----------- | ------------ | ---------------------------------------- |
|                                                                                                | Miikka Kiprusoff | Kapusok     | Tomáš Vokoun | Játékvezetők: Dan O’Halloran Brad Watson |
| \| Hagman (Niskala) (PP) – 53:34 \| 1–0 \| \| \| Filppula (M. Koivu) (EN) – 58:25 \| 2–0 \| \| |                  |             |              | Játékvezetők: Dan O’Halloran Brad Watson |
| 4 perc                                                                                         | Büntetések       | 12 perc     |              | Játékvezetők: Dan O’Halloran Brad Watson |
| 31                                                                                             | Lövések          | 31          |              | Játékvezetők: Dan O’Halloran Brad Watson |
| Hagman (Niskala) (PP) – 53:34                                                                  | 1–0              |             |              | Játékvezetők: Dan O’Halloran Brad Watson |
| Filppula (M. Koivu) (EN) – 58:25                                                               | 2–0              |             |              | Játékvezetők: Dan O’Halloran Brad Watson |

| Csapat           | Helyezés |
| ---------------- | -------- |
| Csehország (CZE) | 7.       |

## Műkorcsolya
| Versenyző      | Versenyszám  | Rövid program | Rövid program | Kűr    | Kűr   | Összesítés | Összesítés |
| Versenyző      | Versenyszám  | Pont          | Hely.         | Pont   | Hely. | Pont       | Helyezés   |
| -------------- | ------------ | ------------- | ------------- | ------ | ----- | ---------- | ---------- |
| Michal Březina | Férfi egyéni | 78,80         | 9.            | 137,93 | 11.   | 216,73     | 10.        |
| Tomáš Verner   | Férfi egyéni | 65,32         | 19.           | 119,42 | 17.   | 184,74     | 19.        |

| Versenyző                    | Versenyszám | Kötelező tánc | Kötelező tánc | Eredeti (original) tánc | Eredeti (original) tánc | Kűr   | Kűr   | Összesítés | Összesítés |
| Versenyző                    | Versenyszám | Pont          | Hely.         | Pont                    | Hely.                   | Pont  | Hely. | Pont       | Helyezés   |
| ---------------------------- | ----------- | ------------- | ------------- | ----------------------- | ----------------------- | ----- | ----- | ---------- | ---------- |
| Kamila Hájková David Vincour | Jégtánc     | 23,19         | 22.           | 40,54                   | 22.                     | 70,08 | 21.   | 133,81     | 21.        |

## Rövidpályás gyorskorcsolya
Női
| Versenyző        | Versenyszám | Előfutam | Előfutam | Negyeddöntő | Negyeddöntő | Elődöntő | Elődöntő | B döntő | B döntő | Döntő   | Döntő   | Helyezés |
| Versenyző        | Versenyszám | Idő      | Hely.    | Idő         | Hely.       | Idő      | Hely.    | Idő     | Hely.   | Idő     | Hely.   | Helyezés |
| ---------------- | ----------- | -------- | -------- | ----------- | ----------- | -------- | -------- | ------- | ------- | ------- | ------- | -------- |
| Kateřina Novotná | 500 m       | 44,614   | 2.       | 44,438      | 3.          | kiesett  | kiesett  | kiesett | kiesett | kiesett | kiesett | 12.      |
| Kateřina Novotná | 1000 m      | 1:45,300 | 4.       | kiesett     | kiesett     | kiesett  | kiesett  | kiesett | kiesett | kiesett | kiesett | 28.      |
| Kateřina Novotná | 1500 m      | 2:24,504 | 3.       |             |             | kizárták | kizárták | kiesett | kiesett | kiesett | kiesett | 19.      |

## Síakrobatika
Ugrás
| Versenyző        | Versenyszám | Selejtező | Selejtező | Döntő   | Döntő    |
| Versenyző        | Versenyszám | Pont      | Helyezés  | Pont    | Helyezés |
| ---------------- | ----------- | --------- | --------- | ------- | -------- |
| Martina Konopova | Női         | 115,07    | 21.       | kiesett | kiesett  |

Mogul
| Versenyző         | Versenyszám | Selejtező | Selejtező | Döntő   | Döntő    |
| Versenyző         | Versenyszám | Pont      | Helyezés  | Pont    | Helyezés |
| ----------------- | ----------- | --------- | --------- | ------- | -------- |
| Lukáš Vaculík     | Férfi       | 21,78     | 26.       | kiesett | kiesett  |
| Nikola Sudová     | Női         | 22,40     | 12.       | 19,41   | 16.      |
| Šárka Sudová      | Női         | 18,55     | 25.       | kiesett | kiesett  |
| Tereza Vaculíková | Női         | 1,50      | 27.       | kiesett | kiesett  |

Krossz
| Versenyző    | Versenyszám | Selejtező     | Selejtező     | Nyolcaddöntő | Negyeddöntő | Elődöntő | Döntő   | Helyezés |
| Versenyző    | Versenyszám | Idő           | Hely.         | Nyolcaddöntő | Negyeddöntő | Elődöntő | Döntő   | Helyezés |
| ------------ | ----------- | ------------- | ------------- | ------------ | ----------- | -------- | ------- | -------- |
| Tomáš Kraus  | Férfi       | 1:13,75       | 11.           | 1.           | 3.          | kiesett  | kiesett | 11.      |
| Zdeněk Šafář | Férfi       | nem ért célba | nem ért célba | kiesett      | kiesett     | kiesett  | kiesett | kiesett  |

## Sífutás
Férfi
| Versenyző                                        | Versenyszám     | Selejtező | Selejtező | Negyeddöntő | Negyeddöntő | Elődöntő | Elődöntő | Döntő         | Döntő         |
| Versenyző                                        | Versenyszám     | Idő       | Hely.     | Idő         | Hely.       | Idő      | Hely.    | Idő           | Helyezés      |
| ------------------------------------------------ | --------------- | --------- | --------- | ----------- | ----------- | -------- | -------- | ------------- | ------------- |
| Lukáš Bauer                                      | 15 km           |           |           |             |             |          |          | 34:12,0       |               |
| Lukáš Bauer                                      | 30 km           |           |           |             |             |          |          | 1:15:25,2     | 7.            |
| Lukáš Bauer                                      | 50 km           |           |           |             |             |          |          | 2:05:49,4     | 12.           |
| Martin Jakš                                      | 15 km           |           |           |             |             |          |          | 35:13,0       | 29.*          |
| Martin Jakš                                      | 30 km           |           |           |             |             |          |          | 1:17:58,2     | 27.           |
| Martin Koukal                                    | 15 km           |           |           |             |             |          |          | 34:53,5       | 18.           |
| Martin Koukal                                    | 30 km           |           |           |             |             |          |          | nem ért célba | nem ért célba |
| Dušan Kožíšek                                    | Sprint          | 3:42,45   | 35.       | kiesett     | kiesett     | kiesett  | kiesett  | kiesett       | 35.           |
| Jiří Magál                                       | 30 km           |           |           |             |             |          |          | 1:21:39,0     | 38.           |
| Jiří Magál                                       | 50 km           |           |           |             |             |          |          | 2:10:22,7     | 29.           |
| Aleš Razým                                       | Sprint          | 3:46,42   | 44.       | kiesett     | kiesett     | kiesett  | kiesett  | kiesett       | 44.           |
| Milan Šperl                                      | 15 km           |           |           |             |             |          |          | 35:46,4       | 43.           |
| Dušan Kožíšek Martin Koukal                      | Csapatsprint    | 18:43,1   | 1. D      |             |             |          |          | 19:13,8       | 6.            |
| Martin Jakš Lukáš Bauer Jiří Magál Martin Koukal | 4 × 10 km váltó |           |           |             |             |          |          | 1:45:21,9     |               |

Női
| Versenyző                                                   | Versenyszám    | Selejtező | Selejtező | Negyeddöntő | Negyeddöntő | Elődöntő | Elődöntő | Döntő     | Döntő    |
| Versenyző                                                   | Versenyszám    | Idő       | Hely.     | Idő         | Hely.       | Idő      | Hely.    | Idő       | Helyezés |
| ----------------------------------------------------------- | -------------- | --------- | --------- | ----------- | ----------- | -------- | -------- | --------- | -------- |
| Ivana Janečková                                             | 10 km          |           |           |             |             |          |          | 26:51,3   | 32.      |
| Ivana Janečková                                             | 30 km          |           |           |             |             |          |          | 1:40:13,6 | 40.      |
| Eva Nývltová                                                | Sprint         | 3:51,37   | 33.       | kiesett     | kiesett     | kiesett  | kiesett  | kiesett   | 33.      |
| Eva Nývltová                                                | 10 km          |           |           |             |             |          |          | 28:04,1   | 54.      |
| Eva Nývltová                                                | 15 km          |           |           |             |             |          |          | 44:52,8   | 50.      |
| Eva Nývltová                                                | 30 km          |           |           |             |             |          |          | 1:38:40,1 | 39.      |
| Kamila Rajdlová                                             | 10 km          |           |           |             |             |          |          | 26:26,2   | 25.      |
| Kamila Rajdlová                                             | 15 km          |           |           |             |             |          |          | 42:26,5   | 23.      |
| Eva Skalníková                                              | 30 km          |           |           |             |             |          |          | 1:44:47,8 | 47.      |
| Eva Nývltová Kamila Rajdlová Ivana Janečková Eva Skalníková | 4 × 5 km váltó |           |           |             |             |          |          | 59:11,2   | 12.      |

* - egy másik versenyzővel azonos eredményt ért el

## Síugrás
| Versenyző                                            | Versenyszám | Selejtező | Selejtező | 1. ugrás | 1. ugrás | 2. ugrás | 2. ugrás | Összesítés | Összesítés |
| Versenyző                                            | Versenyszám | Pont      | Hely.     | Pont     | Hely.    | Pont     | Hely.    | Pont       | Helyezés   |
| ---------------------------------------------------- | ----------- | --------- | --------- | -------- | -------- | -------- | -------- | ---------- | ---------- |
| Antonín Hájek                                        | Normálsánc  | 134,5     | 4.*       | 121,0    | 17.*     | 118,5    | 22.      | 239,5      | 21.        |
| Antonín Hájek                                        | Nagysánc    | 138,0     | 3.*       | 119,4    | 9.*      | 121,2    | 12.      | 240,6      | 7.         |
| Lukáš Hlava                                          | Normálsánc  | 112,0     | 37.*      | 108,0    | 38.*     | kiesett  | kiesett  | kiesett    | kiesett    |
| Jakub Janda                                          | Normálsánc  | 135,5     | 2.        | 127,5    | 8.       | 123,0    | 18.      | 250,5      | 14.        |
| Jakub Janda                                          | Nagysánc    | 131,6     | 11.       | 115,2    | 12.      | 106,2    | 22.*     | 221,4      | 17.        |
| Roman Koudelka                                       | Normálsánc  | 123,5     | 18.*      | 127,0    | 9.       | 125,0    | 13.      | 252,0      | 12.*       |
| Roman Koudelka                                       | Nagysánc    | 117,0     | 27.       | 97,0     | 29.      | 111,5    | 15.      | 208,5      | 23.        |
| Martin Cikl                                          | Nagysánc    | 114,3     | 29.       | 78,4     | 41.      | kiesett  | kiesett  | kiesett    | kiesett    |
| Antonín Hájek Roman Koudelka Lukáš Hlava Jakub Janda | Csapat      |           |           | 477,4    | 7.       | 504,4    | 7.       | 981,8      | 7.         |

* - egy másik versenyzővel azonos eredményt ért el

## Snowboard
Halfpipe
| Versenyző        | Versenyszám | Selejtező  | Selejtező  | Selejtező | Elődöntő   | Elődöntő   | Elődöntő | Döntő      | Döntő      | Helyezés |
| Versenyző        | Versenyszám | 1. forduló | 2. forduló | Hely.     | 1. forduló | 2. forduló | Hely.    | 1. forduló | 2. forduló | Helyezés |
| ---------------- | ----------- | ---------- | ---------- | --------- | ---------- | ---------- | -------- | ---------- | ---------- | -------- |
| Šárka Pančochová | Női         | 15,4       | 28,1       | 17.       | 34,4       | 24,9       | 8.       | kiesett    | kiesett    | 14.      |

Parallel giant slalom
| Versenyző         | Versenyszám | Selejtező | Selejtező | Nyolcaddöntő      | Negyeddöntő       | Elődöntő          | Döntő             | Helyezés |
| Versenyző         | Versenyszám | Idő       | Hely.     | Ellenfél Eredmény | Ellenfél Eredmény | Ellenfél Eredmény | Ellenfél Eredmény | Helyezés |
| ----------------- | ----------- | --------- | --------- | ----------------- | ----------------- | ----------------- | ----------------- | -------- |
| Petr Šindelář     | Férfi       | 1:37,77   | 28.       | kiesett           | kiesett           | kiesett           | kiesett           | 28.      |
| Zuzana Doležalová | Női         | 1:26,55   | 22.       | kiesett           | kiesett           | kiesett           | kiesett           | 22.      |

Snowboard cross
| Versenyző      | Versenyszám | Selejtező | Selejtező | Nyolcaddöntő | Negyeddöntő | Elődöntő | Döntő    | Helyezés |
| Versenyző      | Versenyszám | Idő       | Hely.     | Helyezés     | Helyezés    | Helyezés | Helyezés | Helyezés |
| -------------- | ----------- | --------- | --------- | ------------ | ----------- | -------- | -------- | -------- |
| David Bakeš    | Férfi       | 1:26,05   | 32.       | 4.           | kiesett     | kiesett  | kiesett  | 32.      |
| Michal Novotný | Férfi       | 1:24,23   | 29.       | 2.           | 4.          | kiesett  | kiesett  | 16.      |

## Szánkó
| Versenyző                | Versenyszám | 1. futam | 1. futam | 2. futam | 2. futam | 3. futam | 3. futam | 4. futam | 4. futam | Összesítés | Összesítés |
| Versenyző                | Versenyszám | Idő      | Hely.    | Idő      | Hely.    | Idő      | Hely.    | Idő      | Hely.    | Idő        | Helyezés   |
| ------------------------ | ----------- | -------- | -------- | -------- | -------- | -------- | -------- | -------- | -------- | ---------- | ---------- |
| Jakub Hyman              | Férfi egyes | 49,379   | 28.      | 49,726   | 29.      | 49,465   | 24.      | 49,231   | 27.      | 3:17,801   | 28.        |
| Ondřej Hyman             | Férfi egyes | 49,284   | 26.      | 49,346   | 25.      | 49,512   | 26.      | 49,247   | 28.      | 3:17,389   | 25.        |
| Luboš Jíra Matěj Kvíčala | Kettes      | 42,204   | 16.      | 42,459   | 18.      |          |          |          |          | 1:24,663   | 18.        |